# Liste des US Routes au Texas
Les US Routes au Texas font partie du réseau des US Routes. Celles-ci sont entretenues par le Texas Department of Transportation (TxDOT).

## Liste
| Numéro | Longueur (mi) | Longueur (km) | Terminus sud / ouest | Terminus nord / est | Créée | Notes                                                                |
| ------ | ------------- | ------------- | --- | --- | ----- | -------------------------------------------------------------------- |
| US 54  | 111,60        | 179,60        | Loop 375 à El Paso US 54 à la frontière du Nouveau-Mexique près de Dalhart                                                          | US 54 à la frontière du Nouveau-Mexique à El Paso US 54 à la frontière de l'Oklahoma à Texhoma                          | 1927  |                                                                      |
| US 57  | 98,10         | 157,90        | Fed. 57 à la frontière mexicaine à Eagle Pass                                                                                       | I-35 près de Moore | 1970  |                                                                      |
| US 59  | 612,20        | 985,20        | I-69W / US 59 à la frontière mexicaine à Laredo                                                                                     | I-30 / US 59 à la frontière de l'Arkansas à Texarkana                                                                   | 1935  |                                                                      |
| US 60  | 210,70        | 339,10        | US 60 à la frontière du Nouveau-Mexique à Farwell                                                                                   | US 60 à la frontière de l'Oklahoma près de Higgins                                                                      | 1932  |                                                                      |
| US 62  | 404,80        | 651,50        | US 85 à El Paso US 62 / US 180 à la frontière du Nouveau-Mexique près de Seminole                                                   | US 62 / US 180 à la frontière du Nouveau-Mexique près de Pine Springs US 62 à la frontière de l'Oklahoma près de Dodson | 1932  |                                                                      |
| US 67  | 637,60        | 1 026,10      | Fed. 67 à la frontière mexicaine à Presidio                                                                                         | US 67 / US 71 / US 82 à la frontière de l'Arkansas à Texarkana                                                          | 1927  |                                                                      |
| US 69  | 338,60        | 544,90        | US 96 / SH 87 à Port Arthur | US 69 / US 75 à la frontière de l'Oklahoma près de Denison                                                              | 1935  |                                                                      |
| US 70  | 192,30        | 309,50        | US 70 / US 84 à la frontière du Nouveau-Mexique à Farwell                                                                           | US 70 / US 183 à la frontière de l'Oklahoma près d'Oklaunion                                                            | 1927  |                                                                      |
| US 71  | 2,90          | 4,70          | US 67 / US 71 / US 82 à la frontière de l'Arkansas à Texarkana                                                                      | US 71 à la frontière de l'Arkansas près de Texarkana                                                                    | 1927  | La route forme la frontière entre le Texas et l'Arkansas à Texarkana |
| US 75  | 76,20         | 122,60        | I-345 à Dallas | US 69 / US 75 à la frontière de l'Oklahoma près de Denison                                                              | 1927  |                                                                      |
| US 77  | 471,30        | 758,50        | US 83 / Ave. 5 de Mayo à la frontière mexicaine à Brownsville                                                                       | I-35 / US 77 à la frontière de l'Oklahoma près de Gainesville                                                           | 1927  |                                                                      |
| US 79  | 271,80        | 437,40        | I-35 à Round Rock | US 79 à la frontière de la Louisiane près de Panola                                                                     | 1935  |                                                                      |
| US 80  | 155,30        | 249,90        | I-30 / US 67 à Dallas | US 80 à la frontière de la Louisiane à Waskom                                                                           | 1927  |                                                                      |
| US 81  | 81,50         | 131,20        | I-35W / US 287 à Fort Worth | US 81 à la frontière de l'Oklahoma près de Ringgold                                                                     | 1927  |                                                                      |
| US 82  | 504,70        | 812,20        | US 82 à la frontière du Nouveau-Mexique près de Plains                                                                              | US 67 / US 71 / US 82 à la frontière de l'Arkansas à Texarkana                                                          | 1935  |                                                                      |
| US 83  | 783,50        | 1 260,90      | US 77 / Ave. 5 de Mayo à la frontière mexicaine à Brownsville                                                                       | US 83 à la frontière de l'Oklahoma près de Perryton                                                                     | 1932  |                                                                      |
| US 84  | 530,40        | 853,60        | US 70 / US 84 à la frontière du Nouveau-Mexique à Farwell                                                                           | US 84 à la frontière de la Louisiane à Joaquin                                                                          | 1935  |                                                                      |
| US 85  | 5,60          | 9,00          | US 62 à El Paso | I-10 / US 85 / US 180 à la frontière du Nouveau-Mexique à Anthony                                                       | 1946  |                                                                      |
| US 87  | 660,10        | 1 062,30      | SH 238 à Port Lavaca | US 87 à la frontière du Nouveau-Mexique près de Texline                                                                 | 1935  |                                                                      |
| US 90  | 607,90        | 978,30        | I-10 / SH 54 à Van Horn | I-10 / US 90 à la frontière de la Louisiane à Orange                                                                    | 1927  |                                                                      |
| US 96  | 133,70        | 215,20        | US 69 / SH 87 à Port Arthur | US 59 / US 84 à Tenaha                                                                                                  | 1927  | Ancienne US 59                                                       |
| US 175 | 111,00        | 178,60        | I-45 à Dallas | US 69 à Jacksonville | 1932  |                                                                      |
| US 180 | 298,00        | 479,60        | I-10 / US 85 / US 180 à la frontière du Nouveau-Mexique à Anthony US 62 / US 180 à la frontière du Nouveau-Mexique près de Seminole | US 62 / US 180 à la frontière du Nouveau-Mexique près de Pine Springs I-20 à Hudson Oaks                                | 1943  |                                                                      |
| US 181 | 135,50        | 218,10        | I-37 / SH 35 à Corpus Christi | I-37 près de San Antonio                                                                                                | 1927  |                                                                      |
| US 183 | 426,00        | 685,60        | US 77 à Refugio | US 70 / US 183 à la frontière de l'Oklahoma près d'Oklaunion                                                            | 1939  |                                                                      |
| US 190 | 513,40        | 826,20        | I-10 près d'Iraan | US 190 à la frontière de la Louisiane près de Bon Wier                                                                  | 1935  |                                                                      |
| US 259 | 146,10        | 235,10        | US 59 près de Nacogdoches | US 259 à la frontière de l'Oklahoma près de DeKalb                                                                      | 1962  |                                                                      |
| US 271 | 132,00        | 212,40        | SH 31 / SH 155 à Tyler | US 271 à la frontière de l'Oklahoma près de Paris                                                                       | 1932  |                                                                      |
| US 277 | 396,50        | 638,10        | US 83 à Carrizo Springs | I-44 / US 277 / US 281 à la frontière de l'Oklahoma près de Burkburnett                                                 | 1932  |                                                                      |
| US 281 | 581,60        | 936,00        | US 77 Bus. / SH 48 à Brownsville | I-44 / US 277 / US 281 à la frontière de l'Oklahoma près de Burkburnett                                                 | 1935  |                                                                      |
| US 283 | 150,40        | 242,00        | US 87 près de Brady | US 283 à la frontière de l'Oklahoma près de Vernon                                                                      | 1932  |                                                                      |
| US 285 | 169,80        | 273,30        | US 90 à Sanderson | US 285 à la frontière du Nouveau-Mexique près de Pecos                                                                  | 1935  |                                                                      |
| US 287 | 503,80        | 810,80        | US 69 /US 96 / SH 87 à Port Arthur                                                                                                  | US 287 à la frontière de l'Oklahoma près de Stratford                                                                   | 1934  |                                                                      |
| US 290 | 261,20        | 420,40        | I-10 près de Junction | I-610 à Houston | 1927  |                                                                      |
| US 377 | 335,00        | 539,10        | US 90 à Del Rio | US 377 à la frontière de l'Oklahoma près de Whitesboro                                                                  | 1932  |                                                                      |
| US 380 | 383,00        | 616,40        | US 380 à la frontière du Nouveau-Mexique près de Plains                                                                             | I-30 / US 67 / US 69 à Greenville                                                                                       | 1932  |                                                                      |
| US 385 | 441,00        | 709,70        | Parc national de Big Bend | US 385 à la frontière de l'Oklahoma près de Dalhart                                                                     | 1927  |                                                                      |
|        |               |               | | |       |                                                                      |